# لینچمیر
لینچمیر (به انگلیسی: Linchmere) یک روستا و محله مدنی در بریتانیا است که در Chichester واقع شده‌است. لینچمیر ۹٫۰۳ کیلومتر مربع مساحت و ۲٬۳۹۲٫ نفر جمعیت دارد.